# Aérodrome de Bălți-Singureni
L'aérodrome de Bălți-Singureni (en roumain Aerodromul Bălți-Singureni, en russe Аэродром Бельцы-Сингурены), également connu sous le nom d'aérodrome Bălți, était le premier aérodrome militaire soviétique de Bălți, situé dans la banlieue de Bălți à Singureni. Il a été créé immédiatement après l'occupation par l'Union soviétique, en 1940, de la Bessarabie, qui faisait auparavant partie du Royaume de Roumanie.
Pendant la Seconde Guerre mondiale, le site a été choisi par les autorités soviétiques pour le transfert d'escadrons militaires de Kirovograd. Avec l'aérodrome de Bălți-Ville de l'époque, créé à Bălți à proximité d'un ancien terrain militaire roumain et servant à son tour d'aérodrome d'entraînement pour l'aérodrome de Singureni, il constituait la base militaire centrale de Bălți pendant la période soviétique - complétée par différents aérodromes auxiliaires en RSS de Moldavie et en RSS d'Ukraine,.